# Septemberrevolution 1848

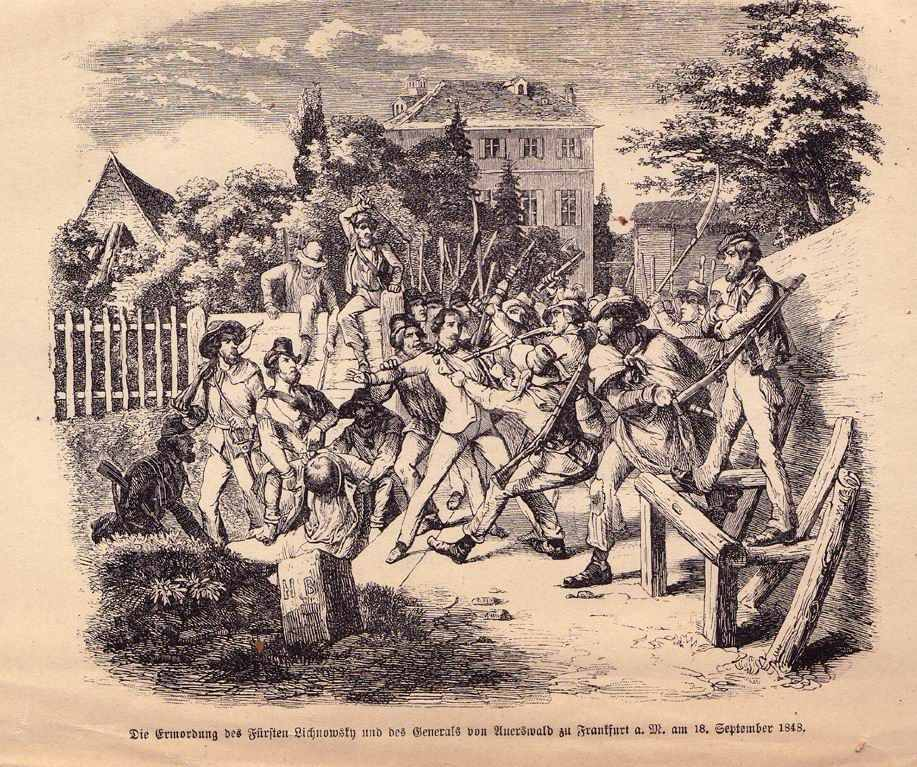
Die Ermordung des Fürsten Lichnowsky und des Generals von Auerswald zu Frankfurt a. M. am 18. September 1848.

Als Septemberrevolution 1848 oder Septemberunruhen wird ein Volksaufstand in Frankfurt am Main (damals Freie Stadt Frankfurt) bezeichnet. Im September 1848 stimmte die Frankfurter Nationalversammlung, das Parlament des revolutionären Deutschen Reiches, über die Beendigung des Krieges mit Dänemark ab (Waffenstillstand von Malmö). Radikale Demokraten waren enttäuscht, dass der Krieg nicht weitergeführt werden sollte. Der Unmut über die Entscheidung des Parlamentes führte zu einem spontanen Aufstand.
Die Nationalversammlung in der Paulskirche wurde bedrängt und musste von Reichstruppen geschützt werden. In der Innenstadt wurden Barrikaden errichtet. Zwei rechtsliberale Abgeordnete, Felix Fürst von Lichnowsky und Hans von Auerswald wurden auf der Straße getötet. Die Reichsregierung sah sich gezwungen,  preußische und österreichische Truppen anzufordern, um die Erhebung gewaltsam niederzuschlagen. In Baden führten die Nachrichten vom Aufstand zum Struve-Putsch, der ebenfalls nach wenigen Tagen endete.

## Ausgangslage
Nach der Konstituierung der Nationalversammlung in der Frankfurter Paulskirche am 18. Mai 1848 bildeten sich schnell mehrere Fraktionen aus, die sich nach den Versammlungslokalen benannten, in denen sich die Abgeordneten mit Gleichgesinnten trafen:
1. Die demokratische Linke setzte sich aus der extremen und der gemäßigten Linken zusammen. Sie versammelten sich im Deutschen Hof, ihre späteren Abspaltungen im Donnersberg, Nürnberger Hof und Westendhall.
2. Die „liberale Mitte“ bestand aus dem linken und rechten Zentrum. Ihre Fraktionen waren das nationalliberale Casino und der linksliberale Württemberger Hof sowie die späteren Abspaltungen Augsburger Hof,  Landsberg und Pariser Hof.
3. Die „konservative Rechte“ aus Protestanten und Konservativen nannte sich Steinernes Haus bzw. (nach dem Wechsel des Klublokals) Café Milani.

Die größten Fraktionen waren das Casino und der Württemberger Hof.
Mit dem Zentralgewaltgesetz vom 28. Juni 1848 errichtete die Nationalversammlung eine provisorische Reichsregierung. Der Deutsche Bund wurde in ein revolutionäres Deutsches Reich umgewandelt. Nach Ansicht der Reichsregierung unterstand ihr die militärische Gewalt in Deutschland; in der Praxis musste die Regierung jedoch deutsche Staaten wie Österreich und Preußen darum bitten, ihr Truppen zur Verfügung zu stellen.
So war es auch bei der Schleswig-Holsteinischen Erhebung: In Kiel hatte sich eine deutschgesinnte, revolutionäre Regierung gegen den dänischen König gebildet. Dieser König war gleichzeitig Herzog von Schleswig, Holstein und Lauenburg. Holstein war ein Mitgliedsstaat des Deutschen Bundes. Truppen deutscher Staaten kamen der Kieler Regierung zu Hilfe; die Legitimation dazu erhielten sie unter dem Schirm des Deutschen Bundes und dann des Deutschen Reiches.
So besetzten preußische Truppen Schleswig-Holstein und drangen im Mai 1848 ins eigentliche Dänemark ein. Auf Drängen Großbritanniens, Russlands und Frankreichs vereinbarten Preußen und Dänemark jedoch am 26. August 1848 den Waffenstillstand von Malmö.
Dieser beinhaltete, dass sich die dänischen und preußischen Truppen aus Schleswig-Holstein zurückziehen sollten und die beiden Herzogtümer vorübergehend von einer gemeinsamen preußisch-dänischen Kommission verwaltet werden sollten. Bei diesem Waffenstillstand wurden die national-deutschen Interessen allerdings komplett ausgeklammert. Die Frankfurter Zentralgewalt wurde missachtet, ebenso wie die national-deutschen Erwartungen. Die Erwartung, dass Preußen in Malmö neben einem akzeptablen Waffenstillstand, der den national-deutschen Vorstellungen entsprechen würde, auch noch die dänische Anerkennung der Frankfurter Zentralgewalt erzwingen würde, wurde herbe enttäuscht. Bis nach der Ratifizierung und dem Austausch der Urkunden hatte Preußen die Paulskirche noch nicht einmal informiert, denn die Vereinbarungen entsprachen nicht den national-deutschen Forderungen. Zudem hatte Preußen den Vertrag in seinem Namen und im Namen des Deutschen Bundes abgeschlossen, obwohl dieser nach der Auflösung des Bundestages am 28. Juni und der Übertragung der Kompetenzen an die neuen Reichsbehörden faktisch nicht mehr bestand. Dies wurde als Affront gegenüber der deutschen Regierung empfunden und stieß folglich auf heftigen Widerstand.
Am 5. September lehnte eine Mehrheit der Nationalversammlung von 238 Stimmen zu 221 Stimmen auf Betreiben Friedrich Christoph Dahlmanns den Malmöer Vertrag ab. Hierbei hatte eine Koalition aus der Linken und der Casino-Fraktion  die Mehrheit.
Nach der Niederlage trat das alte Reichskabinett unter Karl zu Leiningen zurück. Dem nun mit der Regierungsbildung beauftragte Dahlmann gelang es allerdings nicht ein neues Kabinett zu bilden, da sich die neue Mehrheit nur in der Ablehnung des Abkommens von Malmö einig war.
Bei einer erneuten Abstimmung am 16. September fügte sich das Parlament den von Preußen geschaffenen Fakten und billigte mit einer knappen Mehrheit das Waffenstillstandsabkommen gegen den Antrag der Linken, den Bundeskrieg gegen Dänemark fortzusetzen.
Bei der drei Tage andauernden  Debatte vom 14. bis zum 16. September argumentierte die Linke hauptsächlich nationalistisch und idealistisch, wobei sie insbesondere die deutsche Ehre betonte, die es zu retten gelte. Die Rechte allerdings bat in ihrer Argumentation um mehr Besonnenheit, da die Regierungsverhältnisse zu unsicher seien, denn Dahlmanns Versuch der Regierungsumbildung war ja gescheitert. Deutschland sei zudem nicht fähig einen Krieg ohne Preußen zu führen, da es ohne ein Heer oder eine Flotte machtlos war.
Die Annahme des Waffenstillstands zeigte der Bevölkerung die Machtlosigkeit des Parlaments und dessen Abhängigkeit von der preußischen Regierung, die wiederum in Malmö dem Druck der europäischen Mächte nachgegeben hatte. Nicht nur das Parlament, sondern auch die provisorische Zentralgewalt waren für einen Konflikt mit solch außenpolitischer, innenpolitischer und nationaler Brisanz nicht genügend ausgestattet.

## Der Aufstand

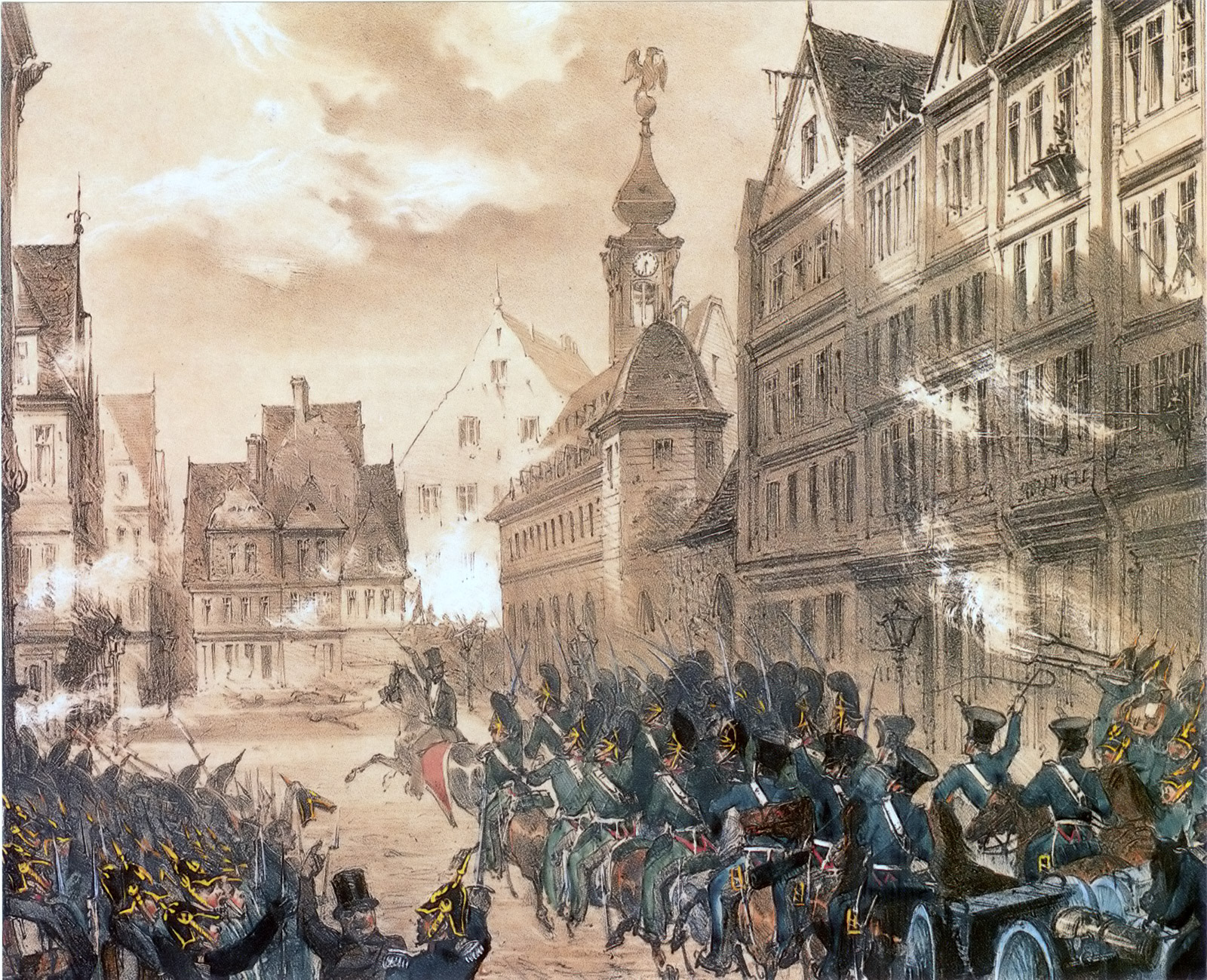
Erstürmung der Barrikade an der Konstablerwache in Frankfurt am Main am 18. September 1848 durch preußisches Militär, Lithographie von E. G. May nach einer Zeichnung von Jean Nicolas Ventadour

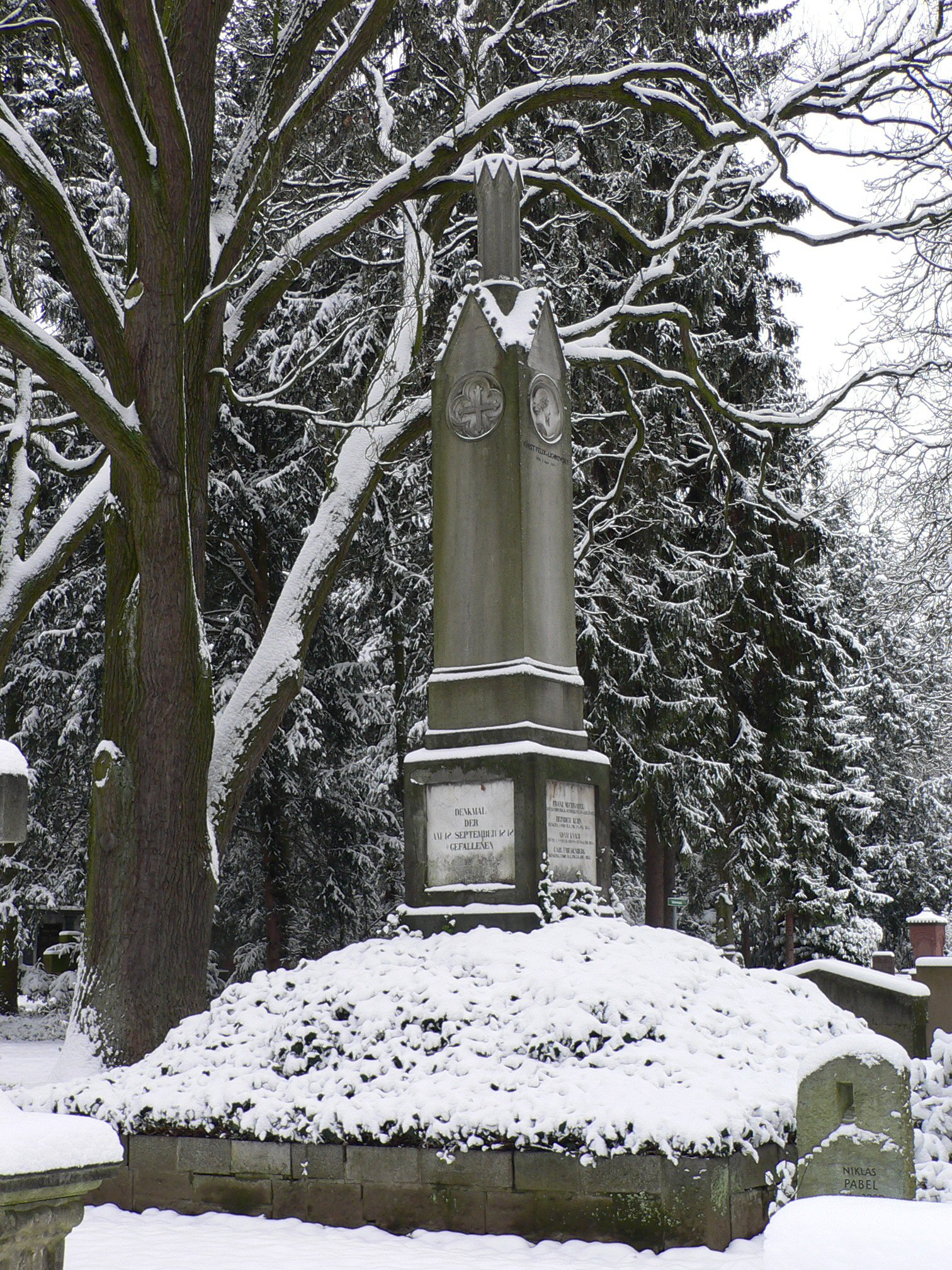
Denkmal auf dem Frankfurter Hauptfriedhof für die ermordeten Abgeordneten Hans von Auerswald, Felix von Lichnowsky und 12 beim Aufstand getötete Soldaten

Nach der Entscheidung der Nationalversammlung trafen sich noch am Abend des 16. September 1848 im Nürnberger Hof die Delegierten des Montagskränzchens, eines 1845 von dem Rechtsanwalt Maximilian Reinganum gegründeten Zusammenschlusses des demokratisch-republikanischen Vereins, des demokratischen und des Arbeitervereins, um zu beraten, wie man nun weiter vorgehen solle. Es wurde eine Volksversammlung für den folgenden Tag auf der Pfingstweide beschlossen. Dabei wurde in Erwägung gezogen, es einfach ohne das Parlament zu versuchen, da dieses durch die Annahme des Waffenstillstandes die „Ehre des Deutschen Volkes“ verraten habe. Der Beschluss von Malmö wurde von diesen als Komplott gedeutet, um Truppen zur Unterdrückung demokratischer Tendenzen in Deutschland zur Verfügung zu haben und um gleichzeitig Russland als Bündnispartner zu gewinnen. Die Republikaner, die die Mehrheit auf der Versammlung bildeten, fürchteten, dass wenn an diesem Punkt nicht eingeschritten werde, die Nationalversammlung zunehmend reaktionär werden könnte. Auf der Volksversammlung, die mit wohl mehr als 10.000 Teilnehmern auf der Pfingstweide stattfand, wurde beschlossen, dass die Linke aus der Nationalversammlung austreten solle, um sich eigenständig zu  konstitutionieren. Am Abend dieses Tages wurde diese Entscheidung von der Mehrheit der Linken allerdings wieder verworfen, da befürchtet wurde, dass sie zu einem revolutionären Aufstand führen werde. In der aufgebrachten Bevölkerung, insbesondere unter den Frankfurter Arbeitern und Handwerkern, wurde dies mit Enttäuschung und Erbitterung zur Kenntnis genommen. Denn jene Abgeordneten, denen man die Interessenvertretung anvertraut hatte, hatten sie wiederum enttäuscht.
Viele begannen zu glauben, dass die Regierung in ihrer ersten Bewährungsprobe aus Mangel an politischer Voraussicht und politischem Mut versagt hatte. In dieser allgemeinen Aufregung begann man nun ernsthaft an dem Parlament und an seiner Arbeit zu zweifeln, was sich in spontanen Aufständen entlud. Das Volk wollte sich nun auf seine eigene Kraft verlassen und wenn nötig sogar gegen die linken Abgeordneten vorgehen, weshalb der Beschluss gefasst wurde, am Vormittag des 18. September 1848 eine bewaffnete Volksversammlung auf dem Roßmarkt  abzuhalten. Da sich die Bürgerwehr bereits am 16. September als unzuverlässig erwiesen hatte, hatte das Parlament bereits am Vortag preußische und österreichische Bundestruppen  aus der Festung Mainz rekrutiert.
Als es allerdings bei einer Sitzung der Nationalversammlung zu einem Tumult vor den Türen der Paulskirche kam, griffen die Truppen ein, wobei einige Verwundungen und Festnahmen stattfanden. Dieses Ereignis war erneuter Zündstoff für den bereits brodelnden Preußenhass und Aufruhr in der Menge, denn es waren Männer aus gerade jenem Staat, der Verrat an der schleswig-holsteinischen Sache geübt hatte und nun gingen diese gegen unbewaffnete Bürger vor. Es begann ein Barrikadenkampf zwischen revolutionären Arbeitern, Bauern und Handwerkern einerseits und dem preußischen und österreichischen Militär auf der anderen Seite. Die meisten Barrikaden befanden sich hierbei auf der Zeil, zwischen Hauptwache und Konstablerwache, der Fahrgasse, dem Mainkai und der Linie Römerberg–Neue Kräme.

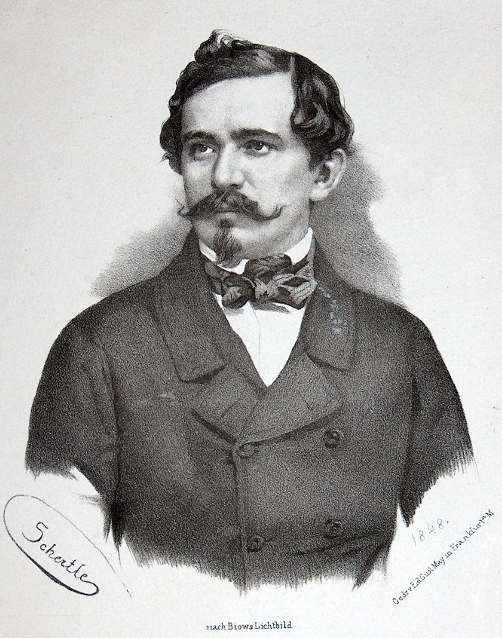
Fürst Lichnowsky

Zwei Abgeordnete der nationalliberalen Casino-Fraktion, Felix Fürst von Lichnowsky und Hans von Auerswald, wurden bei einem Erkundungsritt vor dem Friedberger Tor von Aufständischen angegriffen und tödlich verwundet. Reichsverweser Erzherzog Johann hatte sich aus der Stadt auf sein Landhaus in Bockenheim zurückgezogen.
Der Tod des angesehenen preußischen Generals Hans von Auerswald, der an den Befreiungskriegen teilgenommen hatte und des wegen seiner Fähigkeiten und seines Draufgängertums geschätzten Fürst Felix von Lichnowsky, wurde für den Aufstand zum Wendepunkt. Denn diese Tat machte eine Zusammenarbeit mit den nun völlig diskreditierten revolutionären Kräften unmöglich. Justizminister Heckscher, der nach Bad Soden am Taunus gegangen war, musste sich aufgrund der allgemeinen Erbitterung gegen ihn in Höchst am Main verhaften lassen, da er um sein Leben fürchten musste.
Der Aufstand wurde sehr schnell unterdrückt, da die Handwerker, Tagelöhner und Gesellen spontan und planlos vorgegangen waren. Sie hatten zwar an ca. 40 Stellen in der Stadt Barrikaden errichtet, aber versäumt, wichtige militärische Zufahrtswege zu sperren und aus den Dörfern Unterstützung zu holen. Gegen Mitternacht war der Aufstand bereits niedergeschlagen. Bei den Kämpfen fielen 30 Aufständische und 12 Soldaten. Sowohl die Linke als auch die Rechte distanzierten sich von dem Aufstand, da dieser nur von blinder Wut getragen worden sei, die nichts mit Politik zu tun habe.

## Auswirkungen des Aufstandes

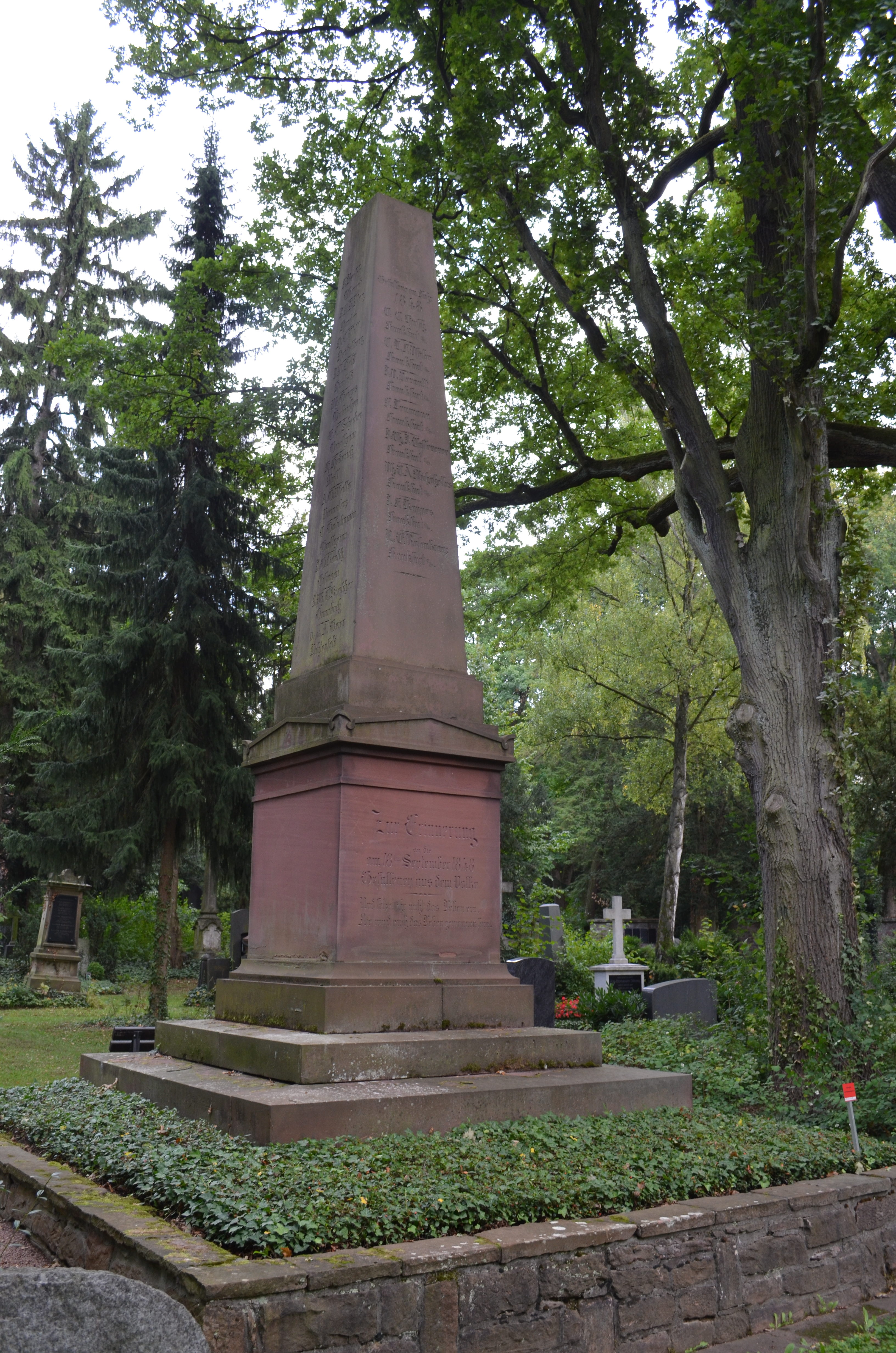
Denkmal für die Toten der Septemberunruhen auf dem Hauptfriedhof

„Von nun an ging es für die Demokraten im Grunde nur noch um die Wahrung der Märzerrungenschaften, eine revolutionäre Veränderung von Staat und Gesellschaft war im Rhein-Main-Raum mit dem Septemberaufstand gescheitert.“ Die vereinzelten Versuche aus Gießen, Wiesbaden oder Höchst Freischarencorps zu organisieren, waren bereits in den Ansätzen gescheitert.
Die provisorische Zentralgewalt schaffte eine Behörde, die die politisch-polizeilichen Kompetenzen bündeln sollte. Vereine und Versammlungen wurden verboten und später nur unter strenger Beobachtung wieder zugelassen. In Frankfurt wurde der Belagerungszustand verhängt, der bis Ende Oktober andauerte. Künftig gab es in Frankfurt stets eine Besatzungstruppe der großen Territorialstaaten Preußen, Österreich und Bayern. Die gemischte Patrouille wurde einerseits bespottet, sie erinnerte die Bürger andererseits schmerzlich daran, dass man der Freien Stadt Frankfurt nicht mehr zutraute, die öffentliche Sicherheit und Ordnung alleine zu wahren. Die traditionsreiche Bürgerwehr wurde aufgelöst, ihre Waffen mussten sie abliefern.
Die meisten Bürger begrüßten jedoch das Eingreifen des Militärs, so auch Arthur Schopenhauer, der die Hinterbliebenen der 12 gefallenen Soldaten testamentarisch bedachte. Zwei Denkmäler auf dem Frankfurter Hauptfriedhof erinnern an die militärischen und die zivilen Opfer des Aufstandes.
Die Nationalversammlung hatte seit dem Septemberaufstand ihre Glaubwürdigkeit verloren und fand zu keiner Zusammenarbeit mehr zwischen dem bürgerlich-liberalen und dem radikaldemokratischen Lager. Diese frühe Spaltung der Kräfte war für das spätere Scheitern der Nationalversammlung von entscheidender Bedeutung.

## Literatur

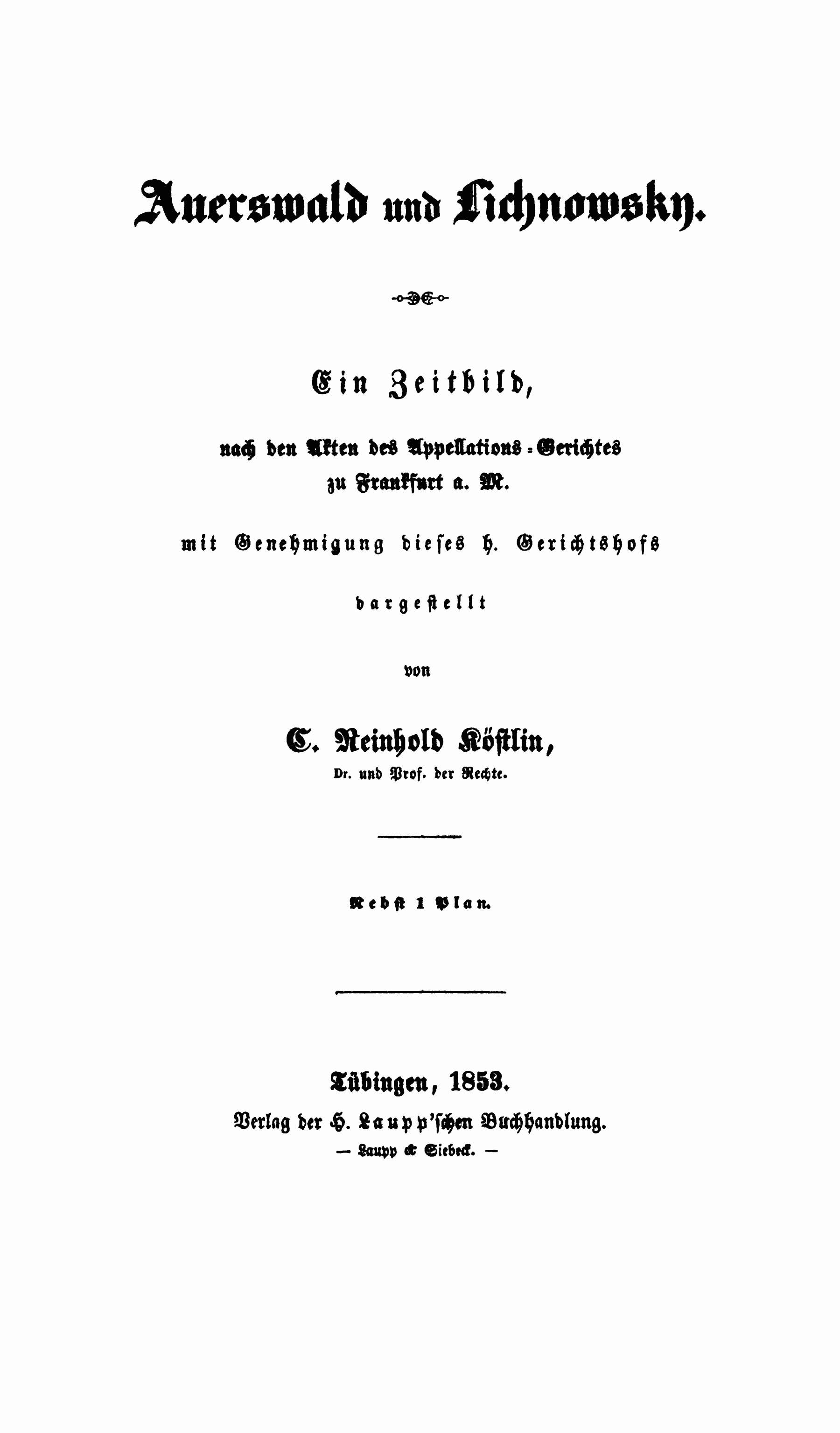
Auerswald und Lichnowsky, durch Christian Reinhold Köstlin